# Pankho
Pankho (bengalisch পাংখো) sind eine Ethnie in Bangladesch und in Indien. Die Gemeinschaften bewohnen die Chittagong Hill Tracts. Die Bevölkerung umfasst nur etwa 3.227 Personen in Bangladesh nach einer Zählung von 1991. In Bangladesch leben die Pankho in Barkal im Distrikt Rangamati an der Grenze zum indischen Bundesstaat Mizoram.
Zusammen mit den Lusei (Mizo hnam) gehören die Pankho zur Volksgruppe der Kuki-chin-mizo. Die Lushai Hills, heute Teil des Bundesstaates Mizoram, sind ihr angestammtes Gebiet. Lusei und Pankho werden als separate Stämme geführt, stehen sich kulturell aber sehr nahe. Während die Lusei die Sprache der Pankho nicht verstehen, können die Pankho die Sprache ihrer Nachbarn verstehen.